# Milán Václavík
Milán Václavík (28 mars 1928 - 2 janvier 2007) est un colonel-général tchécoslovaque d'origine slovaque. Il a été ministre de la défense de la Tchécoslovaquie entre 1985 et 1989.

## Biographie
Václavík est né à Predmier, district de Žilina en Slovaquie, le 28 mars 1928,. Il a eu un diplôme d'ingénieur. Dans les années 1950, il a été envoyé en Union soviétique pour une formation militaire a l'Académie militaire de Frunze, puis à l'Académie militaire de l'état-major général de Moscou.

### Distinction
En Tchécoslovaquie
- Ordre de la révolution de février
- Ordre du Mérite du travail
- Ordre de l'Étoile rouge

En URSS
- Ordre de Lénine

À Cuba
- Ordre de solidarité

Au Vietnam
- Ordre de Hô Chi Minh